# Myriopus maculatus
Myriopus maculatus är en strävbladig växtart som först beskrevs av Nikolaus Joseph von Jacquin, och fick sitt nu gällande namn av Feuillet. Myriopus maculatus ingår i släktet Myriopus och familjen strävbladiga växter. Inga underarter finns listade i Catalogue of Life.